# ネイキッド・シティ (アルバム)
| 専門評論家によるレビュー | 専門評論家によるレビュー |
| レビュー・スコア         | レビュー・スコア         |
| 出典                     | 評価                     |
| ------------------------ | ------------------------ |
| Allmusic                 | [ 1 ]                    |
| Rolling Stone            | [ 2 ]                    |
| Guy's Music Review       | [ 3 ]                    |

『ネイキッド・シティ』(Naked City) は、ジョン・ゾーンが1990年にノンサッチ・レコードからリリースしたアルバム。
その後、アルバム名と同じネイキッド・シティという名で、バンドとして知られるようになったこのアルバムの演奏者たちは、アルト・サックスのゾーン、ギターのビル・フリゼール、キーボードのウェイン・ホーヴィッツ、ベースのフレッド・フリス、ドラムのジョーイ・バロンから成り、元々は1988年にロックバンド編成の限界を試すという目的で行われた「作曲ワークショップ (compositional workshop)」として始まったものであった。
このアルバムは、2005年にゾーンのレーベルである ツァディク から出たボックス・セット『Naked City: The Complete Studio Recordings』に収録される形で、再リリースされた。

## 収録曲
全曲ともジョン・ゾーン作曲（それ以外の曲は下記記載）。
1. バットマン　"Batman" - 1:58
2. シシリアン・クラン　"The Sicilian Clan" (エンニオ・モリコーネ) - 3:27
3. 射殺宣告　"You Will Be Shot" - 1:29
4. ラテン・クォーター　"Latin Quarter" - 4:05
5. 暗闇でドッキリ　"A Shot in the Dark" (ヘンリー・マンシーニ) - 3:09
6. リアニメーター　"Reanimator" - 1:34
7. スナッグルパス　"Snagglepuss" - 2:20
8. 私は死にたくない　"I Want to Live" (ジョニー・マンデル) - 2:08
9. 淋しい女　"Lonely Woman" (オーネット・コールマン) - 2:38
10. 火の絶叫　"Igneous Ejaculation" - 0:20
11. ブラッド・ダスター　"Blood Duster" - 0:13
12. ハンマーヘッド　"Hammerhead" - 0:08
13. 悪魔の聖域　"Demon Sanctuary" - 0:38
14. オベアー・マン　"Obeah Man" - 0:17
15. 雨雀　"Ujaku" - 0:27
16. ファック・ザ・ファクツ　"Fuck the Facts" - 0:11
17. スピードボール　"Speedball" - 0:37
18. チャイナタウン　"Chinatown" (ジェリー・ゴールドスミス) - 4:23
19. パンク・チャイナ・ドール　"Punk China Doll" - 3:01
20. N.Y.フラット・トップ・ボックス　"N.Y. Flat Top Box" - 0:43
21. サイゴン・ピックアップ　"Saigon Pickup" - 4:46
22. 007/ジェームス・ボンドのテーマ　"The James Bond Theme" (ジョン・バリー) - 3:02
23. 罪の巣　"Den of Sins" - 1:08
24. 軽蔑　"Contempt" (ジョルジュ・ドルリュー) - 2:49
25. 深夜勤務　"Graveyard Shift" - 3:25
26. インサイド・ストレート　"Inside Straight" - 4:10

## 参加ミュージシャン
- ジョン・ゾーン (John Zorn) – アルト・サックス
- ビル・フリゼール (Bill Frisell) – ギター
- フレッド・フリス (Fred Frith) – ベース
- ジョーイ・バロン (Joey Baron) – ドラム
- ウェイン・ホーヴィッツ (Wayne Horvitz) – キーボード
- 山塚アイ (Yamatsuka Eye) – ボーカル